# Träsket, Norrbotten
Träsket är en sjö i Luleå kommun i Norrbotten på Sandön i Altersundet-Luleälvens kustområde. Sjön har en area på 0,0634 kvadratkilometer och ligger 4 meter över havet. Sjön var länge öns enda, därav namnet.

## Delavrinningsområde
Träsket ingår i det delavrinningsområde (728274-179928) som SMHI kallar för Rinner till Västantillfjärden. Medelhöjden är 9 meter över havet och ytan är 9,96 kvadratkilometer. Det finns inga avrinningsområden uppströms utan avrinningsområdet är högsta punkten. Avrinningsområdets utflöde Sörivikbäcken mynnar i havet, utan att ha någon enskild mynningsplats.